# Horst Söhnlein
Horst Söhnlein (1943. október 13. – 2023. március 23.) nyugatnémet radikális baloldali mozgalmár, aki az alakuló Vörös Hadsereg Frakció szélsőbaloldali terroristaszervezet leendő vezetőivel részt vett a csoport első erőszakos akciójában.
1967-ben feleségével, Ursula Strätz-cal színházat indított Münchenben. 1968. április 2-án Andreas Baader, Thorwald Proll és Gudrun Ensslin társaságában, a vietnámi háború elleni tiltakozásként felgyújtott két áruházat Frankfurtban. Két nappal később mindannyiukat elfogták, és három évi börtönbüntetésre ítélték. 1969 júniusában feltételesen szabadlábra kerültek, de novemberben az eljáró bíróság úgy döntött, hogy ismét őrizetbe kell kerülniük. Horst Söhnlein engedelmeskedett, a többiek Franciaországba menekültek. Letöltötte börtönbüntetését, és a csoport többi akciójában nem vett részt.

## Fordítás
- Ez a szócikk részben vagy egészben  a   Söhnlein Horst című német Wikipédia-szócikk ezen változatának fordításán alapul.  Az eredeti cikk szerkesztőit annak laptörténete sorolja fel. Ez a jelzés csupán a megfogalmazás eredetét és a szerzői jogokat jelzi, nem szolgál a cikkben szereplő információk forrásmegjelöléseként.